# Повість про битву на Липиці
Повість про битву на Липиці — літописна повість про битву, що відбулася в 1216 році на ріці Липиці (неподалік від міста Юр'єва Польського) між новгородцями і ростовцями з одного боку, і володимиро-суздальською раттю — з іншого. Битва ця стала заключною подією в конфлікті між синами князя Всеволода Велике Гніздо за першість у Володимиро-Суздальській землі. Битву виграли новгородці, і великокнязівське володимиро-московське літописання аж до 2-ї половини XV ст. не включало розповіді про неї.
Коротке оповідання про битву читається вже в Новгородському І літописі (див. Літописи новгородські), але найбільший літературний інтерес становить велика редакція повісті, що з'явилася в Новгородсько-Софійському зведенні 1448 року (див. Літописи). Як і в новгородському оповіданні, тут героєм виступає новгородський князь Мстислав Удатний, котрому протистоять «възнесшиеся славою» Юрій і Ярослав Всеволодовичі, які очолювали володимиро-суздальську рать. В оповідання введені сцени переговорів між новгородцями, що прагнули  миру і справедливості, та їхніми гордовитими супротивниками, а також опис бенкету в наметі Юрія і Ярослава. На бенкеті боярин Творимир закликає князів виявити поміркованість й уступити князювання старшому братові, ростовському князеві Костянтину Всеволодовичу, а інший боярин заздалегідь вихваляється перемогою; Юрій і Ярослав слухаються останнього радника. Докладно й емоційно описується у великій редакції підготовка обох полків до битви, сама битва та її наслідки.
Більшість московських зведень запозичало Повість із Софійського І літопису. Зведення початку 70-х років., що відбилося в Никанорівському і Вологодсько-Пермському літописах, трохи пом'якшило критику володимирських князів у Повісті; радикальніше та ж тенденція виявляється в Московському зведенні 1479 року і близько до нього в першій частині (до XV ст.) Єрмолинського літопису.
Степенна книга протиставила Повісті прямо протилежне за духом оповідання (у складі «ступеня», присвячене Ярославу Всеволодовичу — предкові володимиро-московських князів), у якому Ярослав, який різко засуджувався в Повісті, виступав у ролі «благовірного і богохранімого князя», а герой Повісті Мстислав зображувався заздрісником і призвідником кровопролиття.

## Видання
Новгородская первая летопись старшего и младшего изводов. — М.; Л., 1950. — С. 55—57, 254—257; Повесть о битве на Липице / Подг. текста, перевод и комм. Я. С. Лурье // ПЛДР; XIII век.— 1981.— С. 114—127, 539—543.